# كاميلا أندرسن
كاميلا أندرسون (بالدنماركية: Camilla Andersen)‏ مواليد 5 يوليو 1973، هي لاعبة كرة يد سابقة دانمركية. مثلت منتخب الدنمارك لكرة اليد للسيدات. شاركت في دورة الألعاب الأولمبية الصيفية سنة 1996. وفي دورة الألعاب الأولمبية الصيفية سنة 2000 في سيدني  وهي بطلة العالم من 1997، وبطلة أوروبية مرتين، من 1994 و 1996.
كانت واحدة من أهم اللاعبات في المنتخب الوطني فقد شاركت في 194 مباراة دولية سجلت فيها 846 هدفا، وهي اللاعبة الدنماركية من النساء التي قامت بتسجيل أكثر عدد من الأهداف في الدور الدنماركي لكرة اليد للسيدات على مر العصور، وكانت تعتبر أفضل صانع ألعاب سواء في بطولة كأس الامم الأوروبية والعالم. تحمل كاميلا أندرسن رقمًا قياسيًا لعدد النقاط في مباراة واحدة على مستوى الدوري الدنماركي برصيد 22 هدفًا في منافسة غير متكافئة أمام نادي هورسنز في 29 مارس 2003.
كاميلا أندرسون بدأت مهنة مدنية كمتدربة في شركة سفر . في وقت لاحق، بدأت وكالة سفر «ترافل سانس» المتخصصة في الرحلات الرياضية.
في عام 2012، تم قبولها في قاعة المشاهير التابعة للجنة الأولمبية الوطنية والاتحاد الرياضي الدنماركي باعتبارها العضو رقم 27.

## الميداليات
| الميدالية | المسابقة                              |
| --------- | ------------------------------------- |
| ذهبية     | الألعاب الأولمبية الصيفية 1996        |
| ذهبية     | الألعاب الأولمبية الصيفية 2000        |
| ذهبية     | بطولة العالم لكرة اليد للسيدات 1997   |
| فضية      | بطولة العالم لكرة اليد للسيدات 1993]] |
| برونزية   | بطولة العالم لكرة اليد للسيدات 1995]] |
| ذهبية     | بطولة أوروبا لكرة اليد للسيدات 1994]] |
| ذهبية     | بطولة أوروبا لكرة اليد للسيدات 1996   |
| فضية      | بطولة أوروبا لكرة اليد للسيدات 1998   |

## الحياة الخاصة
أندرسن مثلية الجنس بشكل علني، في عام 2000 ، دخلت في شراكة مسجلة مع لاعبة كرة اليد النرويجية ميا هوندفين، لكن الشريكتين انفصلتا بعد ثلاث سنوات.

## روابط خارجية
- كاميلا أندرسن على موقع الاتحاد الأوروبي لكرة اليد (الإنجليزية)
- كاميلا أندرسن على موقع أوليمبيديا (الإنجليزية)